# 194
194 (CXCIV) var ett normalår som började en tisdag i den julianska kalendern.

## Händelser

### Okänt datum
- Pescennius Niger, Septimius Severus medtävlare om makten i Romarriket, besegras i tre på varandra följande slag, slaget vid Cyzicus, slaget vid Nicaea och slaget vid Issos, och dödas utanför Antiochia av Severus trupper.
- Galenos skriver sin handbok i patologi, Konsten att bota.
- Irenaeus förklarar gnostiska doktriner vara hedniska.
- Detta är det första året i den östkinesiska Handynastins Xingping-era.

## Födda
- Trebonianus Gallus, romersk kejsare

## Avlidna
- Pescennius Niger, aspirant på den romerska tronen
- Liu Yan, härskare över Yizhou, far till Liu Zhang
- Tao Qian, kinesisk krigsherre